# Impkobb
Impkobb är ett skär i Åland (Finland). Det ligger i Skärgårdshavet och i kommunen Kökar i landskapet Åland, i den sydvästra delen av landet. Ön ligger omkring 67 kilometer sydöst om Mariehamn och omkring 220 kilometer väster om Helsingfors. Impkobb ligger 2 meter över havet.
Öns area är 0,4 hektar och dess största längd är 90 meter i sydöst-nordvästlig riktning. Trakten är glest befolkad. Närmaste större samhälle är Kökar, 14,6 km norr om Impkobb.